# 京阪神エルマガジン社
株式会社京阪神エルマガジン社（けいはんしんエルマガジンしゃ）は、大阪府大阪市西区に本社を置く日本の出版社である。1979年創業。

## 会社概要
近畿地方を地盤とする出版社の一つ。神戸新聞社の出資により設立され、同グループ企業の1社に当たる。京阪神エリアにおいて、『SAVVY』『Meets Regional』など都市情報を主に扱う雑誌や、『日帰り名人』『京都地図本』などのムックを発行。その他、企業PR紙の制作もおこなっている。
主に京阪神を地盤としているが、『SAVVY』『Meets Regional』などの雑誌は、ブックファーストを中心とした関西系の書店などでも多数扱われているため、知名度は全国区にある。
かつては関西電力、博報堂、ケイ・オプティコム（現・オプテージ）と共同で、地域情報Webサイト運営会社の関西どっとコムを設立した（その後、ケイ・オプティコムの完全子会社となり、2008年7月1日にケイ・オプティコムへ吸収合併）。
雑誌『Lmagazine』が休刊した後、2010年7月にニュースサイト『Lmaga.jp』を公開。現在はYahoo!ニュースを始め、複数のプラットフォームに記事を配信している。

## 出版物・ウェブサイト

### 現在
現在の出版物は、公式サイトを参照。
月刊誌
- SAVVY
- Meets Regional

Mook（別冊）
- 京阪神から行く日帰り温泉、めんライフ、接待本、関西の手芸店、うまい本、関西の絶景、ほか
- 三都本シリーズ 京都本・神戸本・大阪本
- 歩きたくなる地図本シリーズ 京都地図本・神戸地図本・大阪地図本・奈良地図本・東京地図本

ウェブサイト（ニュースサイト）
- Lmaga.jp
- まいどなニュース（神戸新聞社・デイリースポーツ・京都新聞社・サンテレビジョン・ラジオ関西との共同運営）[2]
  - このサイトは、西日本新聞など調査報道コーナーを設けている新聞やメディアとも提携している。

フリーペーパー
いずれも編集業務を担当している。
- 西Navi - 西日本旅客鉄道（JR西日本）向け[3]。
  - 西Navi北陸 - 西Naviの北陸新幹線車内版[3]。同線を走る車両の全席に設置されている[3]。
- 奥さま手帳 - 神戸新聞の購読者向け[3]。

### 過去
- Lmagazine - 京阪神地区における老舗の都市情報雑誌として知られた。2008年12月発行の2009年2月号をもって休刊[4]。
- Richer - 2008年創刊。2013年より関西で暮らす主婦に向けた生活情報誌にリニューアル。2014年11月発行の12月号で休刊。
- あまから手帖 - 1984年11月号で創刊。1985年7月号で休刊。その後版元を変更して復刊し2019年現在も発行中。
- NATTS - 南海電気鉄道（南海）向け[3]。2019年3月発行号をもって契約満了。